# Willem Frederik Hermans
Willem Frederik Hermans (Amszterdam, 1921. szeptember 1. – Utrecht, 1995. április 27.). Holland író és geofizikus. A "Nagy Triász", a második világháború utáni legjelentősebb holland írók egyike, Harry Mulisch és Gerard Reve mellett.

## Élete
Amszterdamban született és nőtt fel, szülei mindketten tanárok voltak. Apja mindig Willem nővérét, Corryt állította követendő példaként a fiú elé, azonban ő elmaradt nővére mögött, nem tudott megfelelni az elvárásoknak. Az apa semmire sem tartotta képesnek a fiút, mindig a nővére volt az etalon. Willem ezért gyűlölte a lányt, aki azonban 21 éves korában, amikor a németek 1940-ben lerohanták Hollandiát, titkos szerelmével (Piet Blind nevű unokatestvérével) együtt öngyilkos lett. Mindezzel egy csapásra véget ért a 18 éves Hermans ifjúsága és tovább erősödött benne a világ kaotikusságának érzése. Írói munkásságára nagy hatással volt a szüleitől elszenvedett mellőzés, a félreismertség érzése és a nővére öngyilkossága okozta trauma. Mindezek visszatérő témák műveiben (pl. testvére öngyilkossága az Ik heb altijd gelijk és a Herinneringen van een Engelbewaarder című regényekben).
Középiskolai tanulmányait az amszterdami Barlaeus Gymnasiumban folytatta, ahol osztálytársa volt Reina Prinsen Geerligs, későbbi írónő és a holland ellenállási mozgalom résztvevője, akit 1943-ban, 21 éves korában a sachsenhauseni koncentrációs táborban kivégeztek (emlékére díjat alapítottak fiatal holland íróknak). Hermans, apja nyomására, 1940 szeptemberétől társadalomföldrajzot hallgatott az Amszterdami Egyetemen, de 1941-ben átiratkozott geofizikusi szakra. 1943-ban letette a szak alapvizsgáját, de mivel nem volt hajlandó aláírni a hűségnyilatkozatot, meg kellett szakítania tanulmányait. (Az egyetemisták számára 1943-tól kötelező hűségnyilatkozat (hollandul: loyaliteitsverklaring) aláírásával az adott személy megfogadta, hogy tartózkodik a Harmadik Birodalommal szembeni ellenállás minden formájától.)

### Író és tudós
Hermans a háború után különböző irodalmi folyóiratoknál (többek között a Criteriumnál és a Podiumnál) dolgozott. Már a háború alatt is kísérletezett az írással, első regényének részletei a fenti folyóiratokban jelentek meg.
1950. július 4-én feleségül vette a suriname-i Emmy Meurst, fiuk, Ruprecht 1955-ben született. 1952-ben Ik heb altijd gelijk című regényének egyik részlete miatt bíróság elé kellett állnia, mivel az állítólag sértette a római katolikus híveket. Végül felmentették az írót, azzal az indokkal, hogy a szóban forgó részlet egy regényhős megnyilatkozása, nem az író személyéé. 

1953-ban a Groningeni Egyetem fizikai földtan szakán tanársegéddé, majd előadóvá nevezték ki. 1955-ben, cum laude doktorált az Amszterdami Egyetemen, Description et genèse des dépôts meubles de surface et du relief de l'Oesling című, a luxemburgi Ösling terület földtani rétegeiről szóló disszertációjával. Hermans szerint tanszéki munkatársai Groningenben állandóan keresztbe tettek neki: sosem kapta meg azt a laboratóriumot, amelyiket szerette volna, nem kapott lehetőséget terepmunkára és évekig csak elsőéveseket taníthatott. Ellenfelei azt vetették a szemére, hogy túl keveset tartózkodik az intézetben és nem készül fel elég alaposan az óráira, vagy épp meg sem jelenik azokon. 

Noha Hermans Erosie című munkájával bizonyította, hogy képes egy geofizikai témát élvezhető történetként tálalni, doktorálása után szakterületén nem sokat publikált. 1973-ban, miután vizsgálatot folytattak annak kiderítésére, valóban elhanyagolja-e tanári feladatait szépirodalmi tevékenysége kedvéért, Hermans felmondott az egyetemen, noha a vád alól felmentették. Ezután főállású íróként Párizsban telepedett le. Groningeni rosszakaróin és az őt kitaszító környezeten Onder professoren (a. m. Professzorok között) című szatirikus (és a konkrét személyekre alig leplezett módon utaló) regényével állt bosszút. Uit talloos veel miljoenen (a. m. Sok millió közül) és Ruisend gruis című műveiben is ez a téma áll a középpontban.

### Nagy író és vitatott személyiség
1971-ben Hermans nyerte el a P.C. Hooft-díjat, de visszautasította azt. A díj odaítéléséért részben felelős kulturális miniszter értesítő levelében egy gépelési hiba miatt az állt, hogy az író a díj mellé 18000 gulden pénzjutalmat fog kapni. Egy következő levélben kijavították a hibát, és értesítették az írót 8000 guldenes jutalmáról. Hermans a válaszlevelében ezt írta: "Aligha elvárható, hogy egy író különösebben megtisztelve érezze magát, ha egy olyan miniszter tünteti ki, akinek az aláírása egyik napról a másikra 10000 guldennel kevesebbet ér."
Ludwig Wittgenstein filozófust Hermans tette ismertté Hollandiában, Logikai-filozófiai értekezés (Tractatus logico-philosophicus) című művének hollandra fordításával.
1977-ben, Brüsszelben, I. Balduin belga királytól vehette át a Prijs der Nederlandse Letteren nevű díjat, a holland nyelvű irodalom legrangosabb kitüntetését. Maga Hermans is munkássága legfontosabb és legmegtisztelőbb elismeréseként tekintett a díjra, különösképpen azért, mert az azt is jelentette, hogy az általa oly szeretett Belgiumban is elismerik műveit.
1983-ban, az érvényben lévő kulturális bojkott ellenére Hermans előadássorozatot tartott a Dél-afrikai Köztársaságban. Apartheidellenes csoportok közbenjárására az író az ENSZ fekete listájára került, akárcsak írótársa, Gerard Reve. Hermans, aki mindig is elutasította az apartheidet, és maga is színes bőrű nőt vett el, úgy vélte, az ő személye a bojkott ügyén felül áll. Az amszterdami városi tanács tagjai azonban nem így gondolták, és 1986-ban, az írót mélyen megsértve, nemkívánatos személynek (persona non grata) nyilvánították, sőt az egyik képviselő még azt is indítványozta, hogy az író könyveit vonják be az amszterdami könyvtárak polcairól. Hermans nem foglalkozott az ítélettel: 1987 januárjában előadást tartott a városban, azonban beszéde után bombariadó volt az épületben. Ezután Hermans elhagyta Amszterdamot, és egy ideig nem is mutatkozott szülővárosában. 1993-ban mégis meghívást kapott, hogy bemutassa az általa írott könyvheti ajándékot (In de mist van het Schimmenrijk). (A könyvheti ajándék egy olyan speciális, neves írók által külön az adott évi könyvhét alkalmából írott mű, amelyet a könyvhéten meghatározott összeg felett vásárlók ajándékba kapnak.) Hermans válaszában kikötötte, hogy a városvezetésnek előbb semmissé kell nyilvánítania az író persona non grata-státuszát és bocsánatot kell kérnie tőle. A városvezetés visszavonta az elmarasztalást, így Hermans újra Amszterdamba utazott.

1990-ben a Liége-i Egyetem, 1993-ban pedig a Pretoriai Egyetem díszdoktorává avatták.
Hermans nehéz természetű ember volt, sok regényhőséhez hasonlóan ő maga is mizantróp vonásokkal bírt. Egyik regényének címe (Ik heb altijd gelijk, a. m. Nekem mindig igazam van) az író személyére is vonatkoztatható. Vitapartnereit sokszor bántó (de nagyon frappáns és a hallgatóság számára szórakoztató) módon döngölte a földbe. 1979-ben éles, megsemmisítő erejű kritikát írt C. Buddingh' író naplóbejegyzéseinek negyedik kötetéről, aminek következtében az ötödik kötet csak 16 év múltán, Buddingh' halála után 10 évvel jelent meg. Magánéletében azonban kimondottan szívélyes is tudott lenni, barátai közé tartozott például Carel Willink festőművész, Sylvia Kristel színésznő és Freddy de Vree író.
Irodalmi munkássága elsősorban regényekből, novellákból, elbeszélésekből, esszékből, filozófiai és tudományos művekből áll, de verseket és néhány színdarabot is írt. Mindemellett fotósként és kollázsművészként is tevékenykedett. 1957-ben egy ideig Nico Jesse fotóművész asszisztenseként dolgozott, hogy tapasztalatot szerezzen a fotózással kapcsolatban. Tehetséges fotós volt, például utazásai során sokat fényképezett, fotóit pedig maga dolgozta ki. A fényképezést a világ megörökítésére szolgáló másik, a szavakkal történőtől eltérő módnak tekintette. Másik hobbija régi írógépek gyűjtése volt. A korábban párizsi házában kiállított gyűjtemény most a tilburgi Scryption Múzeumban található.
Willem Frederik Hermans 1995-ben, 74 éves korában, az Utrechti Akadémiai Kórházban hunyt el, hamvasztására május 1-jén, szintén Utrechtben került sor.
2005. november 4-én, Hermans halála után 10 évvel, Vilmos Sándor holland koronaherceg jelenlétében, az amszterdami Nieuwe Kerkben mutatták be az író összegyűjtött műveinek első kötetét, amely a hágai Huygens Intézet gondozásában jelenik meg.

## Az első mondatok
Hermans regényeiben és novelláiban az első mondat gyakran rendkívül fontos: erőteljes, figyelemfelkeltő mondat, amely a mű fő témájára utal. Az irodalmi művek első mondatának fontosságáról előadást is tartott az amszterdami De Balie nevű színház újra megnyitása alkalmából rendezett ünnepségen.
Az Au pair első mondata Hermans kritikus szemléletmódját illusztrálja:
Az első, amire a hollandok gondolnak, ha valami olyasmihez akarnak hozzájutni, ami a saját országukban nem található meg, nem az, hogy megpróbálják azt maguk létrehozni, hanem hogy idegenben keresik meg.
Legismertebb regényének, a De donkere kamer van Damokles-nek (a. m. Damoklész sötétkamrája) nyitánya:
...Napokig sodródott a tutaján, ivás nélkül.
A katolicizmus-ellenes részletei miatt nagy felzúdulást kiváltott Ik heb altijd gelijk kezdete:
Mivel ma van az utolsó nap, megkíméllek.
Az Uit talloos veel miljoenen első mondata Marcellus Emants holland író híres naturalista regényére (Een nagelaten bekentenis, (1894)) utal:
 Amint Clemens – kivételesen hamarabb, mint Sita – felkelt, a konyhába ment, hogy vizet tegyen fel a teához, és miközben várta, hogy felforrjon a víz, ezt gondolta: "Tulajdonképpen mégiscsak jó ember vagyok, hiszen nem mérgezem meg." 

## Műveinek tartalma és témái
Hermans munkássága a következőképpen osztható fel: 
1. realista regények, elbeszélések és novellák
2. szürrealista regények, elbeszélések és novellák
3. esszék és különböző cikkek (sokszor polemikus hangvételűek)
4. a geofizikusként írott szakmai, tudományos munkák
5. fordítások
6. versek
7. színdarabok
8. levelek

Realista és szürrealista prózája között találhatóak átmeneti művek is, olyan realista írások, amelyekben nem realisztikus elemek is megjelennek, vagy nem derül ki bennük egyértelműen, mi is a "valóság", mi "igaz". Ilyen átmeneti művek például a Herinneringen van een engelbewaarder (a. m. Egy őrangyal emlékei), amelyben az elbeszélő felváltva angyal és ördög, valamint a De donkere kamer van Damokles, ahol nem dönthető el, Dorbeck valóban létező személy volt-e.
Szürrealista regények a De God Denkbaar Denkbaar de God (1956), Het evangelie van O. Dapper Dapper (1973) és a Ruisend gruis (1995).
Említést érdemel magyarra is lefordított, Nooit meer slapen (Soha többé alvás) című, 1966-ban megjelent regénye, amely szoros kapcsolatot mutat Hermans tudományos (geofizikai) munkásságával. A főhős, Alfred Issendorf egy geológus, aki Norvégia északi részén meteorbecsapódások nyomait kutatja. Norvég kollégáinak ellenséges hozzáállása és az embertelen természeti környezet rendkívüli nehézséget jelentenek számára. A regény keserű hangvételű zárlata Hermans munkássága tipikus jellemzőjének tekinthető.
Könyveiben visszatérő téma az, hogy az ember számára lehetetlen a világ tényleges megismerése. Az egyetlen lehetséges reménysugár az egzakt, modern tudomány és technika. Azok az emberek, akik el akarnak valamit érni, vagy az emberiség érdekeit tartják szem előtt, nagy árat kénytelenek mindezért fizetni. Az író mélyen együttérez hőseivel, ami élményeik gyakran megindító leírásaiból is látható, noha a szereplők szavainak és tetteinek bemutatásában Hermans legtöbbször szigorúan realista marad. 

Az író a tabuként kezelt vagy ellentmondásosan megítélt témáktól sem riad vissza: kíméletlen, sértő módon kritizálja a "szent házacskákat" (többek között a római katolikus egyházat), és a korban szokatlan nyíltsággal ír a szexualitásról is. A De tranen der acacia's (a. m. Az akáciák könnyei) és az Ik heb altijd gelijk című regényei az ötvenes évek elején nagy felzúdulást váltottak ki: Hermans elleni perekhez (amelyeket rendre ő nyert) és parlamenti felszólalásokhoz vezettek.
Gyakran él a száraz humor és (főleg a kései művekben) a karikatúra eszközével. Hermans perfekcionista volt, az újabb kiadásaihoz folyamatosan javítgatta műveit. A tartalom elsődlegessége mellett a formára is nagy gondot fordított; stílusa (csalókán) világos, hozzáférhető és erőteljes.
Hermans igazi mestere volt az elbeszélésnek, a novellánál hosszabb, a kisregénynél rövidebb epikai műfajnak. Legismertebb ilyen írása az 1952-ben megjelent Het behouden huis (a. m. Az épen maradt ház), amely a második világháború végén uralkodó káoszt mutatja be egy kelet-európai fürdőváros történetén keresztül. A mű fontos kérdései más írásaiban is gyakran felbukkannak: jó és rossz, civilizáltság és barbárság, amelyek egymásba folynak, vagy épp a várthoz képest felcserélődnek – itt a német katonák bizonyos értelemben civilizáltnak, műveltnek tűnnek, míg a partizánok erőszakosnak és barbárnak.

A hetvenes évek elejéig a második világháború visszatérő témája műveinek, utána azonban szinte alig foglalkoztatta ez a kérdés, és figyelmét inkább a hatvanas években született generáció nevelésére, fejlődésének elősegítésére fordította (pl. Onder professoren (1975), Uit talloos veel miljoenen (1981) en Boze brieven van Bijkaart (1977)).
Írásaiban a hősök sokszor egy bizonyos társadalomszemléletet jelenítenek meg, és gyakoriak bizonyos társadalomtörténeti jelenségekre történő utalások. Ezek mellett jellemző, hogy Hermans híres mondásának megfelelően ("egy regényben egy veréb sem eshet le a tetőről anélkül, hogy annak következményei lennének") szinte a legapróbb történéseknek is jelentősége van a művekben.

## Magyarul megjelent művei
- A kilyukadt örökkévalóság (ford.: Gömöri Péter) In: Félbemaradt mennydörgés. Tizenegy holland elbeszélő, Európa Kiadó, Budapest, 1976. 189-202. [novella]
- Enteriőr oroszlánnal (ford.: Winkler Erika) In: Enteriőr oroszlánnal. Holland-flamand elbeszélések, Budapest, ELTE Germanisztikai Intézet, Néderlandisztikai Műfordító Műhely, 1993. 26-27. [novella]
- Soha többé alvás; ford. Törő Krisztina Noémi; Jelenkor, Pécs, 2007 [regény]

## Művei hollandul
- Kussen door een rag van woorden (versek, 1944)
- Demon van ivoor (Fjodor Klondyke álnéven, 1945)
- Leproos van Molokaï (Fjodor Klondyke álnéven, 1945–1946)
- Misdaad stelt de wet (Fjodor Klondyke álnéven, 1945–1946)
- Misdaad aan de Noordpool (Fjodor Klondyke álnéven, 1945–1948; a dátum bizonytalan)
- Horror cœli (versek, 1946)
- Conserve (regény, 1947)
- Hypnodrome (versek, 1948)
- Moedwil en misverstand (novellák, 1948)
- De tranen der acacia's (regény, 1949)
- Fenomenologie van de pin-up girl (esszék, 1950)
- Ik heb altijd gelijk (regény, 1951)
- Het behouden huis (elbeszélés, 1951)
- Paranoia (novellák, 1953)
- De mandarijnenpers (esszék, 1955)
- Het geweten van de Groene Amsterdammer (esszék, 1955)
- De God Denkbaar – Denkbaar de God (regény, 1956)
- Drie melodrama's (regény/novellák, 1957)
- Een landingspoging op Newfoundland (novellák, 1957)
- De donkere kamer van Damokles (regény, 1958)
- Drie drama's (színdarabok, 1962)
- De woeste wandeling (filmforgatókönyv, 1962)
- Mandarijnen op zwavelzuur (esszék, 1964)
- Het sadistische universum (esszék, 1964)
- Zwarte Handel (kollázsok, 1965)
- Nooit meer slapen (regény, 1966)
- Een wonderkind of een total loss (elbeszélések, 1967)
- Wittgenstein in de mode (esszé, 1967, a későbbi, kiegészített kiadás címe: Wittgenstein in de mode en Kazemier niet)
- Overgebleven gedichten (versek, 1968)
- Preambule/Manuscript in een kliniek gevonden (novellák, 1968)
- Fotobiografie (önéletrajz, 1969)
- Het lek in de eeuwigheid (1969)
- De laatste resten tropisch Nederland (úti beszámoló, 1969)
- Hollywood (úti jegyzetek, 1970)
- Het sadistisch universum 2. Van Wittgenstein tot Weinreb (esszék, 1970)
- Herinneringen van een engelbewaarder (regény, 1971)
- King Kong (tévéjáték, 1972)
- Hellebaarden (Idézetgyűjtemény Hermans műveiből, összeállította Frans A. Janssen, 1972)
- Het evangelie van O. Dapper Dapper (regény, 1973)
- Hundertwasser, honderdvijf en meer (novellák, 1973)
- Meditaties (Schrijver Dezes álnéven, 1973)
- Periander (színdarab, 1974)
- Machines in bikini (esszék, 1974)
- Onder professoren (regény, 1975)
- Dinky toys (aforizmák, 1976)
- De raadselachtige Multatuli (életrajz, 1976)
- Boze brieven van Bijkaart (újságcikkek, 1977)
- Bijzondere tekens (novella, 1977)
- Houten leeuwen en leeuwen van goud (esszék, 1979)
- Ik draag geen helm met vederbos (esszék, 1979)
- Scheppend Nihilisme (interjúkötet, összeáll. Frans Janssen, 1979)
- Dood en weggeraakt (elbeszélés, 1980)
- Filip's sonatine (elbeszélés, 1980)
- Homme's hoest (elbeszélés, 1980)
- Vijf verhalen (novellák, 1980)
- Beertje Bombazijn (Sita van Wissel álnéven, 1981)
- Uit talloos veel miljoenen (regény, 1981) Felolvasott szövegrészlet az Uit talloos veel miljoenen-ből[halott link]
- Carel Willink, De schilderkunst in een kritiek stadium (a kötetben Hermans egy 1951-es esszéje, a 'De lange broek als mijlpaal in de cultuur'), Amsterdam: Peter van der Velden, 1981 (p. 61-85)
- Geijerstein's dynamiek (elbeszélés, 1982)
- Mandarijnen op Zwavelzuur. Supplement (vitairatok, 1983)
- Klaas kwam niet (esszék, 1983)
- Waarom schrijven (novella, 1983)(A mű meghallgatása[halott link])
- De zegelring (elbeszélés, 1984)
- De liefde tussen mens en kat (esszé, 1985)
- Relikwieën en documenten (esszé, 1985)
- Roeping (Age Bijkaart álnéven, 1985)
- Cascaden en riolen (1986)
- Koning Eenoog (fotók, 1986)
- Het boek der boeken, bij uitstek (esszé, 1986) (Az esszé meghallgatása Archiválva 2007. április 9-i dátummal a Wayback Machine-ben)
- Een heilige van de horlogerie (regény, 1987)
- Mondelinge mededelingen (előadások, 1987)
- Dinky toys (aforizmák, 1988)
- Door gevaarlijke gekken omringd (újságcikkek, 1988)
- De schrijfmachine mijmert gekkepraat (az írógép története, 1989)
- Au pair (regény, 1989)
- Wittgenstein (esszék, 1990)
- Naar Magnitogorsk (elbeszélés, 1990)
- Vincent literator (esszék, 1990)
- Het hoedenparadijs. 40 collages van Willem Frederik Hermans (kollázsok, 1991)
- De laatste roker (novellák, 1991)
- Gitaarvissen en banjoklokken (úti beszámoló, 1991)
- In de mist van het schimmenrijk (könyvheti ajándék, 1993, később Madelon in de mist van het schimmenrijk címen jelent meg)
- De aardappel van de dood (előadás J.H. Moesman festőművészről, 1993)
- Slechte kritieken gaan nooit verloren, goede ook niet, sinds kort (esszé, 1993)
- Vier novellen (elbeszélések, 1993)
- De onversleten wandelaar (1994)
- Een foto uit eigen doos (fotók, 1994)
- Malle Hugo. Vermaningen en beschouwingen (esszék, 1994)
- Ruisend gruis (regény, 1995)
- Ze zullen eikels zaaien op mijn graf. Teruggevonden gesprekken met Willem Frederik Hermans (Interjúkötet, készítette: Hans van Straten, (1995)
- Tuin in Brussel (versek, 1996)
- Het grote medelijden (összegyűjtött elbeszélések, 2002)
- De weerspannige slaper (esszék, 2004)
- Een ernstig onderzoeker (2004)
- Je vriendschap is werkelijk onbetaalbaar. Brieven aan Geert van Oorschot (levelezéskötet, 2004)
- Richard Simmillion. Een onvoltooide autobiografie (önéletrajzi elbeszélések, 2005)
- Volledige Werken 1. Romans. Conserve. De tranen der acacia's (Összegyűjtött művei 1. két regény, 2005)
- Volledige Werken 7. Verhalen en novellen. Moedwil en misverstand. Paranoia. Een landingspoging op Newfoundland en andere verhalen (Összegyűjtött művei 7., elbeszélések és novellák, 2006)
- Volledige Werken 12. Beschouwend werk. Boze Brieven van Bijkaart. Houten leeuwen en leeuwen van goud (Összegyűjtött művei 12. 2006)
- Verscheur deze brief! Ik vertel veel te veel (Willem Frederik Hermans en Gerard Reve levelezése, 2008)
- Volledige Werken 2. Romans. Ik heb altijd gelijk. De God Denkbaar Denkbaar de God. Drie melodrama’s (Összegyűjtött művei 2., 3 regény, (2008)
- Volledige Werken 11. Beschouwend werk. Het sadistische universum 1. Annum veritatis. De laatste resten tropisch Nederland. Het sadistische universum 2. Van Wittgenstein tot Weinreb. Machines in bikini. Dinky Toys (Összegyűjtött művei 11., 2008)

## Fordítás
- Ez a szócikk részben vagy egészben a Willem Frederik Hermans című holland Wikipédia-szócikk ezen változatának fordításán alapul.  Az eredeti cikk szerkesztőit annak laptörténete sorolja fel. Ez a jelzés csupán a megfogalmazás eredetét és a szerzői jogokat jelzi, nem szolgál a cikkben szereplő információk forrásmegjelöléseként.